# Sân bay Sukkur
Sân bay Sukkur (mã sân bay IATA: SKZ, mã sân bay ICAO: OPSK) là một sân bay nội địa nằm khoảng 8 km từ trung tâm thành phố Sukkur ở quận Sukkur ở tỉnh Sindh của Pakistan. Đó là một sân bay cỡ vừa phục vụ chủ yếu cho người dân của Sukkur, Khairpur và Rohri. Đây là sân bay thay thế chính của sân bay quốc tế Jinnah ở Karachi với một khoảng cách khoảng 350 km / 220 dặm Anh.
Sân bay này được xếp hạng là sân bay hoạt động chính thứ hai ở Sindh, sau sân bay quốc tế Jinnah. Đường băng trải nhựa dài khoảng 2700 mét. Nó cũng phục vụ các chuyến bay quốc tế đặc biệt là trong trường hợp khẩn cấp do thời tiết xấu.